# 脈壓
脉压是指收缩压（收縮期）与舒张压（舒張期）之间的差值。 脈壓以毫米汞柱（mmHg）为单位。隨著年齡的增大，脈壓也會增大。而脈壓過小則經常發生在年輕人身上。